# Tofteryds kyrka
Tofteryds kyrka är församlingskyrka i Skillingaryds församling, Växjö stift. Kyrkan ligger i kyrkbyn Tofteryd omkring sex kilometer öster om Skillingaryd.

## Kyrkobyggnaden
Gamla kyrkan.
Den förra kyrkan på platsen var i ett nergånget tillstånd 1767 då gavlarna, förfallna valv och ett torn revs och en utbyggnad gjordes under sommaren.
Nya kyrkan.
Kyrkan som uppfördes 1833-1835 ersatte en medeltida kyrka belägen på samma plats. Delar av medeltidskyrkan ingår i den nuvarande kyrkan. Den nyklassicistiska kyrkan byggdes efter ritningar av Fredrik Bäck vid Överintendentsämbetet. Den invigdes av biskop Esaias Tegnér 1838.
Kyrkan är byggd av gråsten och består av långhus med rakslutande kor i öster, och sakristia på norra sidan. Kyrktornet i väster där huvudingången är belägen är försett med en tidsenlig öppen lanternin krönt av ett kors. Kyrkorummets innertak är av trätunnvalstyp. 1935 försågs de två korfönstren med glasmålningar av konstnären Gunnar Torhamn.

## Inventarier
- Dopfunten från 1100-talet anses vara utförd av Njudungsgruppen.
- Altartavlan med motiv "Kristi himmelsfärd" är ett verk av konstnär C G Liefendahl, Strängnäs. Tavlan ingår i en altaruppställning från 1832 bestående av marmorerade kolonner med överstycke i form av en strålsol.
- Predikstolen från 1832 med ljudtak är rundformad med förgylld dekor.
- Öppen bänkinredning som ersatte den tidigare slutna, tillkom 1909.
- Orgeläktaren med utsvängt mittparti erhöll 1944 bilder ur Nya testamentet.

### Orgel
- 1740 byggdes ett positiv med 7 stämmor. Orgeln skänktes till kyrkan av Catharina Lohe.[2]
- 1855 byggdes en orgel av August Rosenborg, Vadstena. Orgelfasaden uppfördes efter ritningar av Carl-Gustaf Blom-Carlsson.